# Saint-Pierre-du-Vauvray
Saint-Pierre-du-Vauvray település Franciaországban, Eure megyében. Lakosainak száma 1231 fő (2022. január 1.). Saint-Pierre-du-Vauvray Val-de-Reuil, Saint-Étienne-du-Vauvray, Andé, Vironvay és Louviers községekkel határos.

## Népesség
A település népessége az elmúlt években az alábbi módon változott:
| Lakosok száma | 929  | 1201 | 1113 | 1333 | 1309 | 1291 | 1282 | 1249 | 1240 | 1231 |
|               | 1968 | 1982 | 1990 | 2006 | 2013 | 2015 | 2017 | 2019 | 2020 | 2022 |